# Hipposideros doriae
Hipposideros doriae là một loài động vật có vú trong họ Dơi nếp mũi, bộ Dơi. Loài này được Peters mô tả năm 1871.